# U-862
U-862 – niemiecki okręt podwodny (U-Boot) typu IX D2 z okresu II wojny światowej.
Był jedynym niemieckim okrętem podwodnym, który podczas II wojny światowej działał na Pacyfiku. Po kapitulacji Niemiec w maju 1945, został przejęty przez japońską marynarkę i wcielony do służby jako I-502.
Budowa U-862 rozpoczęła się 15 sierpnia 1942 roku w stoczni AG Weser w Bremie. Do służby został przyjęty 7 października 1943 roku, a jego dowódcą został kapitan marynarki Heinrich Timm, który dowodził U-862 do przejęcia okrętu przez Japończyków, 1 lipca 1944 roku został awansowany do stopnia komandora podporucznika.
U-862 wykonał dwa rejsy bojowe, podczas których zatopił siedem statków o łącznym tonażu 42.374 BRT.
W maju 1944 U-862 wypłynął w rejs z Niemiec na wyspę Penang, na okupowanych przez Japonię Malajach, dokąd dotarł we wrześniu 1944 roku. Na Penang znajdowała się baza 33. Flotylli U-Bootów.
W czasie tego rejsu usiłował zatopić za pomocą torpedy akustycznej G7es zbiornikowiec, jednak torpeda zawróciła i skierowała się na U-Boota. Tylko awaryjne zanurzenie uratowało okręt od zatopienia własną torpedą. 20 sierpnia zestrzelił latającą łódź Catalinę i w ten sposób wymknął się prowadzonej na niego obławie. W Kanale Mozambickim zatopił także kilka statków handlowych.
W swój drugi bojowy rejs U-862 wypłynął w grudniu 1944 z Dżakarty, stolicy okupowanych przez Japończyków Holenderskich Indii. Popłynął na południe wzdłuż zachodniego wybrzeża Australii, przepłynął Wielką Zatokę Australijską, opłynął od południa Tasmanię i skierował się na północ w stronę Sydney. W pobliżu tego miasta, 25 grudnia, zatopił amerykański statek typu Liberty „Robert J. Walker”. Następnie operował w rejonie Nowej Zelandii, a nawet pod osłoną nocy niezauważenie wpłynął do portu w Napier.
Następnie U-862 powrócił na Ocean Indyjski, na którym 6 lutego 1945, około 1520 km na południowy zachód od Fremantle, zatopił kolejny frachtowiec typu Liberty „Peter Silvester”, transportujący do Birmy muły.
Po kapitulacji Niemiec w maju 1945 roku okręt został przejęty przez Japończyków w Singapurze, a załoga została internowana. 15 lipca 1945 roku okręt przemianowano na I-502. W sierpniu 1945 I-502 poddał się w Singapurze, zaś 13 lutego 1946 został tam zatopiony. 
Cała załoga U-862 przeżyła wojnę. Po kapitulacji Japonii została internowana przez Brytyjczyków i po paru latach powróciła do Niemiec, z wyjątkiem tych, którzy obawiając się powrotu na tereny okupowane przez Związek Radziecki, pozostali w Wielkiej Brytanii.